# فورازارتان
فورازارتان (انگلیسی: Forasartan) یک آنتاگونیست گیرنده آنژیوتانسین II غیرپپتیدی است (مسدود کننده گیرنده ARB، AT1).

## کاربرد
فورازارتان برای درمان فشار خون بالا کاربرد دارد و مانند سایر ARBها، از کلیه ها در برابر آسیب عروق خونی کلیه ناشی از افزایش فشار خون کلیه با مسدود کردن فعال شدن سیستم رنین-آنژیوتانسین محافظت می‌کند.